# Heteroflexibilitet
Heteroflexibilitet är en form av sexuell läggning eller situationsanpassat sexuellt beteende som kännetecknas med en minimal homosexuell aktivitet i en annars primär heterosexuell läggning som anses utmärka sig från bisexualitet. Fastän den likställs ibland med bi-nyfikenhet för att beskriva en bred kontinuum av sexuella läggningar mellan heterosexualitet och bisexualitet särskiljer en del skribenter heteroflexibilitet som att sakna "önskan att experimentera med ... sexualitet" som märkningen bi-nyfiken innebär. Den motsvarande situationen med primär homosexuell aktivitet har myntats som homoflexibilitet.
I nordamerikanska enkäter visar att mellan 3 och 4 procent av tonåriga män, där de fick välja ett alternativ som beskrev deras sexuella känslor, åtrån och beteenden, valde "mestadels" eller "huvudsakligen" heterosexuell. Då "100 % heterosexuell" var den största antagna identiteten och "mestadels heterosexuell" var det näst populäraste alternativet i självidentifiering. Av 160 män som deltog i en studie mellan 2008 och 2009 hade nästan en av åtta uppgett sig ha attraktioner, fantasier och förälskelser för samma kön. Majoriteten hade dessa känslor sedan high school; en del utvecklade dem mer nyligen. Och i ett nationellt stickprov av unga män där medelåldern var 22 hade andelen "mestadels hetero" ökat när de genomförde samma enkät sex år senare. En högre procentandel av unga vuxna män efter high school i USA och några andra länder (inklusive Nya Zeeland och Norge) gjorde samma val.
Fram till 2010 hade de flesta studierna om heteroflexibilitet fokuserat på unga män och kvinnor, speciellt vita kvinnor i college. Forskning tyder på att påverkan av androgenexponering på kvinnans sexuella identitet före födseln placerar heteroflexibilitet på en kontinuum med bisexualitet och lesbianism. Andra studier har fokuserat på sociala orsaker för beteendet, som medias skiftande presentation av bisexualitet eller "socialization of the male interloper"-fantasin där en man bjuds in i ett lesbiskt förhållande som en tredje partner.
Till skillnad från "bisexual until graduation" och liknande pejorativ anses heteroflexibilitet vanligtvis ha en positiv bibetydelse och är ofta en själv-tillämpad märkning.